# Ernesto Neyra
Pour les articles homonymes, voir Neyra.
Ernesto Milagro Ricardo Neyra Llamosas, né le 18 octobre 1952 à Camaná au Pérou, est un footballeur péruvien qui évoluait au poste d'attaquant.
Surnommé Chivo (« le bouc »), il est le frère aîné de Genaro Neyra, également footballeur dans les années 1980.

## Biographie

### Carrière en club
De même que son frère Genaro, Ernesto Neyra est considéré comme l'une des idoles du FBC Melgar d'Arequipa où il est sacré champion du Pérou en 1981. L'année suivante, il se distingue lors de la Copa Libertadores 1982 en marquant cinq buts en six rencontres sous le maillot du FBC Melgar.
Préalablement, il avait joué pour l'Alfonso Ugarte de Puno (vice-champion du Pérou en 1975) entre 1974 et 1978 avant de s'enrôler à l'Universitario de Deportes de Lima en 1979. Il dispute deux éditions de la Copa Libertadores : en 1976 avec l'Alfonso Ugarte (six matchs, un but) et 1979 avec l'Universitario (trois matchs, un but).

### Carrière en équipe nationale
International péruvien, Ernesto Neyra reçoit deux capes en équipe nationale. Il joue son premier match contre l'Uruguay le 12 octobre 1976 (0-0). Trois ans plus tard, il dispute son deuxième et dernier match face à l'Équateur le 11 juillet 1979 (victoire 2-1).

## Palmarès(joueur)
| Alfonso Ugarte - Championnat du Pérou : - Vice-champion : 1975. |  | FBC Melgar - Championnat du Pérou (1) : - Champion : 1981. |